# Meister der Gräfin von Warwick

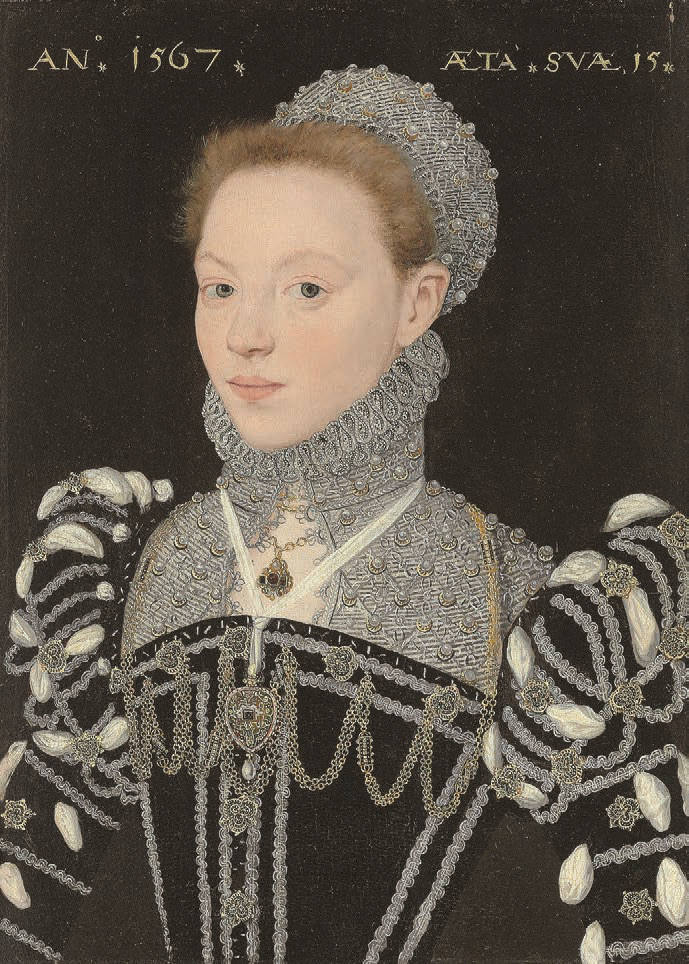
Meister der Gräfin von Warwick: Porträt der Susan Bertie, 1567

Als Meister der Gräfin von Warwick (engl. Master of the Countess of Warwick) wird ein namentlich nicht bekannter Maler bezeichnet, der im England der Tudorzeit tätig war. Der namentlich nicht bekannte Künstler erhielt seinen Notnamen nach seinem Porträt der Anne Russell, Gräfin von Warwick, das sich heute in Woburn Abbey befindet.
Der Meister der Gräfin von Warwick hat neben dem Porträt der Gräfin von Warwick zwischen 1567 und 1569 mehrere weitere Porträts von adeligen Frauen in Öl geschaffen. Er hat weiter auch ganze adelige Familien dargestellt wie beispielsweise William Brooke, zehnter Lord Cobham, mit Familie. Die Bilder geben Einblick in die Kleidung und das Selbstverständnis des Adels in der Tudorzeit. Auf den Frauenbildern stellen Symbole wie Nelken als Zeichen der Treue oder Eichenlaub als Zeichen der Beständigkeit das zeitgenössische Verständnis weiblicher Tugenden dar, auffälliger wird mit goldenen Ringen, Ketten und anderem wertvollen Schmuck sowie elegant mit beispielsweise Spitzen verzierter Kleidung auf die Bedeutung und den Reichtum der gemalten Personen hingewiesen. Eventuell waren die Bilder der jüngeren Frauen Verlobungsbilder.
In Museen wie Woburn Abbey oder der Tate Collection in England sind Bilder des Meisters der Gräfin von Warwick zu finden, in neuerer Zeit wurden einige Male Bilder aus Privatbesitz auf Auktionen angeboten. Ein dem Umfeld des Meisters zugeschriebenes Porträt von 1565 von Maria Potter, Ehefrau von Thomas Potter wurde beispielsweise von einem englischen Auktionshaus im April 2012 für die Summe von 107.500 Britischen Pfund verkauft. Es stammte aus Privatbesitz und eine Frau aus Devon hatte das Gemälde zum Verkauf gebracht, sie selbst hatte es zuvor auf einem Antiquitätenmarkt für nur 500 Pfund gekauft und es konnte anschließend als ein Werk des Meisters identifiziert werden.